# 107
107 је била проста година.
.

## Догађаји
- Дакија је претворена у римску провинцију.
- Аквинкум постаје центар провинције Паноније.
- Град Набатеа постаје део римске провинције Арабије.
- Претор - Хадријан. Прима 2 милиона сестерција од Трајана за организовање игара. Послат је као легат у Доњу Панонију, где је угушио побуну Сармате, одржавао војну дисциплину, кротио прокураторе.
- Тријумф Трајана. Трајан је организовао велике прославе у Риму, које су трајале 4 месеца. Борбе 5000 парова гладијатора.